# Stalexport (przedsiębiorstwo)
Przedsiębiorstwo Handlu Zagranicznego „STALEXPORT” — (Stalexport S.A.) — rozpoczęło swoją działalność 1 stycznia 1963 roku, specjalizując się w eksporcie i imporcie wyrobów hutniczych oraz imporcie surowców dla polskiego hutnictwa. Było to jedyne przedsiębiorstwo uprawnione do eksportu stali węglowej produkowanej w Polskiej Rzeczypospolitej Ludowej (PRL). W czasach PRL, obowiązywał system gospodarki centralnie planowanej i zarządzanej, gdzie przedsiębiorstwa produkcyjne nie miały uprawnień do prowadzenia transakcji zagranicznych. W tym celu wykorzystywano przedsiębiorstwa / centrale handlu zagranicznego, takie jak Baltona, Pewex czy właśnie Stalexport.
W 1981 i 1982 przedsiębiorstwo wzniosło dwa wieżowce (Stalexport 1 oraz Stalexport 2) w Katowicach przy ulicy Adama Mickiewicza 29 z przeznaczeniem na swoją siedzibę i biura.
W 1993 roku, Stalexport przekształcił się w jednoosobową spółkę Skarbu Państwa i został sprywatyzowany. Od 26 października 1994 roku, akcje spółki są notowane na Giełdzie Papierów Wartościowych. Pierwszym prezesem po prywatyzacji został Ryszard Harhala, zajmujący w Stalexport funkcję dyrektora zarządzającego od 1986, wcześniej pracujący w tej firmie jako planista.
W 1994 powstaje Biuro ds. Autostrad, którego dyrektorem zostaje Jerzy Ożana. 19 września 1997 r., Ministerstwo Transportu i Gospodarki Morskiej w imieniu Skarbu Państwa udzieliło spółce Stalexport S.A. koncesji na okres 30 lat na eksploatację oraz przystosowanie autostrady A4 na odcinku Katowice – Kraków, do wymogów płatnej autostrady. W latach 1994–1995 Emil Wąsacz, późniejszy prezes SAM S.A. obejmuje stanowisko doradcy prezesa zarządu.
Trzy miesiące później, w celu realizacji zadań przynależnych koncesjonariuszowi, Stalexport S.A. powołał specjalnie do tego przeznaczoną spółkę o nazwie Katowicko-Małopolska Autostrada Stalexport S.A., która 15 kwietnia 1998 r. została przemianowana na Stalexport Autostrada Małopolska S.A.
W 2000 roku funkcję prezesa objął Emil Wąsacz zastępując Ryszarda Harhalę. Zmiana nastąpiła w związku z problemami finansowymi spółki. Jeszcze w tym samym roku w związku z dużymi obciążeniami powodowanymi przez działalność w hutnictwie w 2000 roku rozpoczęta została restrukturyzacja związana z tą gałęzią działalności. W 2003 Stalexport wykazywał wciąż nadmierne obciążenie zawierając ugodę z wierzycielami i emitując dla nich specjalny pakiet akcji.
W 2004 koncesja na zarządzanie autostradą została przeniesiona do specjalnie w tym celu utworzonego podmiotu – Stalexport Autostrada Małopolska S.A. (SAM S.A.).